# Maruša Krese
Maruša Krese, slovenska pisateljica, pesnica in novinarka, * 13. april 1947, Ljubljana, † 7. januar 2013, Ljubljana.

## Življenje in delo
Umetnica je dolgo živela in ustvarjala v Berlinu. Njeno prvo delo, ki ga je izdala pri slovenski založbi, je zbirka kratke proze Vsi moji božiči. Leta 1997 jo je nemški predsednik odlikoval s križem za zasluge Zvezne republike Nemčije za njena prizadevanja na področju kulturnega in humanitarnega sodelovanja med Nemčijo ter Bosno in Hercegovino.
S Tomažem Šalamunom sta imela sina Davida.

## Prozna dela
- Vsi moji božiči (2006)
- Vse moje vojne (2009)
- Da me je strah? (2012)

## Poezija
- Danes (1989)
- Postaje : pesmi (1992)
- Sarajevo, ljubavi moja (1994)
- Beseda : pesmi (1994)
- Selbst das Testament ging verloren : Gedichte (2001)
- Yorkshire Tasche = Yorkshire torba : Gedichte (2003)
- Heute nicht : Gedichte = Danes ne : pesmi (2009)
- Pesmi (izbor Amalija Maček, 2019)

## Nagrade
- fabula za zbirko kratke proze Vsi moji božiči (2008)
- kritiško sito za Da me je strah? (2013)

Po njej je bila leta 2023 nagrada novo mesto poimenovana nagrada Maruše Krese